# Août 1891

## Événements
- Le 1er août est déclaré fête nationale en Suisse.
- 14 août : la Société des gens de lettres commande à Auguste Rodin une statue en hommage à Honoré de Balzac.
- 17 - 18 août : bataille de Lugalo. Début de la révolte héhé en Afrique Orientale Allemande (1891-1898).
- 20 août : introduction de l'initiative populaire à l'échelon fédéral en Suisse.
- 21 août : début du gouvernement Gijsbert van Tienhoven aux Pays-Bas. Le pouvoir passe aux libéraux (1891-1901).
- 24 août : le commandant Monteil conclut un traité de protectorat avec Boukari Modibo à Say.
- 27 août : accord d'alliance secret franco-russe par échange de lettres. La France obtient seulement de la Russie une promesse de concertation commune en cas de conflit européen.
- 29 août : guerre civile au Chili entre libéraux et positivistes. Démission du président José Manuel Balmaceda.
- 31 août : mise en place d’une république parlementaire au Chili. Jorge Montt, commandant de la marine qui a renversé Balmaceda, doit composer avec les nombreux partis qui bloquent toutes les décisions politiques, sociales ou économiques. Les gouvernements qui se succèderont jusqu’en 1914 seront frappés d’immobilisme.

## Naissances
- 9 août : Joseph-Marie Martin, cardinal français, archevêque de Rouen († 21 janvier 1976).
- 30 août : Hélène Holzman, peintre allemande († 25 août 1968).